# Monanthotaxis oligandra
Espèce
Monanthotaxis oligandra Exell est une espèce de plantes à fleurs de la famille des Annonaceae et du genre Monanthotaxis, présente en Afrique tropicale.

## Description
C'est un sous-arbuste rhizomateux.

## Distribution
Très rare, l'espèce a été observée au sud-ouest du Cameroun et en République démocratique du Congo, également en Angola (Cabinda).